# Cai Shu
Cai Shu, född 14 juni 1962, är en friidrottare från Kina. Han deltog vid olympiska sommarspelen 1984.